# Yōsuke Watanuki
Yōsuke Watanuki (japanisch 綿貫 陽介 Watanuki Yōsuke; * 12. April 1998 in Kasukabe) ist ein japanischer Tennisspieler.

## Karriere
Als Junior erreichte Watanuki seine beste Platzierung mit einem 2. Rang in der Juniorenweltrangliste. 2016 gelang ihm im Juniorenbewerb der US Open der Einzug ins Halbfinale.
Auf der Profi-Tour spielt er größtenteils Turniere auf der zweit- und drittklassigen Challenger und Future Tour. Bislang konnte er fünf Einzel- und einen Doppeltitel auf der Future Tour gewinnen. Zu seinem Debüt auf der ATP World Tour kam er mit einer Wildcard im Doppel in Tokio. Zusammen mit Akira Santillan spielte er gegen die tschechische Paarung Tomáš Berdych und Radek Štěpánek. Diese erwiesen sich als zu starke Gegner, sodass er das Duell mit 2:6, 2:6 verlor. In der Weltrangliste konnte er 2017 erstmals in die Top 500 einziehen.
Seinen ersten Challenger-Titel gewann er im November 2019 in Kōbe. Im Finale besiegte er seinen Landsmann Yūichi Sugita glatt in zwei Sätzen.
2018 debütierte er für die japanische Davis-Cup-Mannschaft.

## Privates
Watanuki hat zwei ältere Brüder, die ebenfalls Tennisprofis sind. Sein ältester Bruder Yūsuke spielte bereits im Mixed-Bewerb in Wimbledon. Alle spielten in Toyota erstmals bei ein und demselben Turnier.

## Erfolge
| Legende (Anzahl der Siege)  |
| Grand Slam                  |
| ATP World Tour Finals       |
| ATP World Tour Masters 1000 |
| ATP World Tour 500          |
| ATP World Tour 250          |
| ATP Challenger Tour (4)     |

### Einzel

#### Turniersiege
| Nr. | Datum             | Turnier   | Belag         | Finalgegner              | Ergebnis       |
| --- | ----------------- | --------- | ------------- | ------------------------ | -------------- |
| 1.  | 10. November 2019 | Kōbe (1)  | Hartplatz (i) | Yūichi Sugita            | 6:2, 6:4       |
| 2.  | 20. November 2022 | Kōbe (2)  | Hartplatz (i) | Frederico Ferreira Silva | 6:73, 7:5, 6:4 |
| 3.  | 27. November 2022 | Yokkaichi | Hartplatz     | Frederico Ferreira Silva | 6:2, 6:2       |
| 4.  | 25. November 2023 | Yokohama  | Hartplatz     | Yūta Shimizu             | 7:65, 6:4      |

## Abschneiden bei Grand-Slam-Turnieren

### Herreneinzel
| Turnier         | 2018 | 2019 | 2020 | 2021 | 2022 | 2023 | 2024 | 2025 | Karriere |
| --------------- | ---- | ---- | ---- | ---- | ---- | ---- | ---- | ---- | -------- |
| Australian Open | —    | Q3   | —    | —    | Q2   | 2    | 1    | Q2   | 2        |
| French Open     | —    | Q1   | Q1   | —    | —    | Q2   | —    | —    | —        |
| Wimbledon       | Q1   | Q3   |      | —    | —    | 2    | —    | Q3   | 2        |
| US Open         | —    | Q2   | —    | —    | —    | 1    | —    |      | 1        |

Zeichenerklärung: S = Turniersieg; F, HF, VF, AF = Einzug ins Finale / Halbfinale / Viertelfinale / Achtelfinale; 1, 2, 3 = Ausscheiden in der 1. / 2. / 3. Hauptrunde; Q1, Q2, Q3 = Ausscheiden in der 1. / 2. / 3. Qualifikationsrunde; nicht ausgetragen

### Junioreneinzel
| Turnier         | 2015 | 2016 | Karriere |
| --------------- | ---- | ---- | -------- |
| Australian Open | 2    | VF   | VF       |
| French Open     | 1    | 1    | 1        |
| Wimbledon       | AF   | AF   | AF       |
| US Open         | 2    | HF   | HF       |

### Juniorendoppel
| Turnier         | 2015 | 2016 | Karriere |
| --------------- | ---- | ---- | -------- |
| Australian Open | AF   | 1    | AF       |
| French Open     | AF   | 1    | AF       |
| Wimbledon       | 1    | VF   | VF       |
| US Open         | HF   | 1    | HF       |